# Gerardus Majellakerk (Breda)
De Gerardus Majellakerk was een rooms-katholiek kerkgebouw in de Noord-Brabantse stad Breda, gelegen aan de Odilia van Salmstraat 1.

## Geschiedenis
Deze kerk werd gebouwd in 1921 naar ontwerp van Jacques van Groenendael voor de toen opgerichte Gerardus Majellaparochie. Vermoedelijk werd deze kerk als noodkerk beschouwd, maar een definitieve kerk is nooit gebouwd. Het was een sober driebeukig bakstenen gebouw met dakruiter. In 1987 werd hij onttrokken aan de eredienst en in 1989 werd hij gesloopt.
Naar deze kerk is de omliggende buurt genoemd.